# 邦塞
邦塞（法語：Boncé，法語發音：[bɔ̃se]）是法国厄尔-卢瓦省的一个市镇，属于沙特尔区。

## 地理
邦塞（48°18'30"N, 1°30'19"E）面积8.76 平方千米，位于法国中央-卢瓦尔河谷大区厄尔-卢瓦省，该省份为法国北部内陆省份，北起顺时针与厄尔省、伊夫林省、埃松省、卢瓦雷省、卢瓦-谢尔省、萨尔特省和奧恩省接壤。
与邦塞接壤的市镇（或旧市镇、城区）包括：达马里、弗雷奈勒孔特、特维尔、莱维拉日沃韦安。

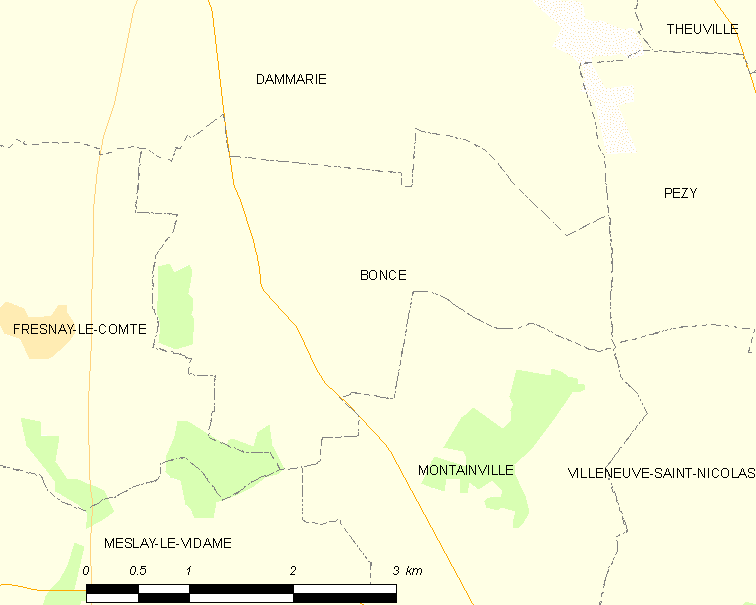
邦塞的OSM定位图

邦塞的时区为UTC+01:00、UTC+02:00（夏令时）。

## 行政
邦塞的邮政编码为28150，INSEE市镇编码为28049。

## 政治
邦塞所属的省级选区为莱维拉日沃韦安县。

## 人口

1962-2008年间邦塞人口变化图示

邦塞于2022年1月1日时的人口数量为223人。